# Élections législatives béninoises de 2015
Les élections législatives béninoises de 2015 se déroulent le 26 avril 2015 afin de renouveler les 83 sièges de l'assemblée nationale du Bénin,.

## Mode de scrutin
L'Assemblée nationale est l'unique chambre du parlement monocaméral du Bénin. Elle est composée de 83 sièges dont les membres sont élus pour quatre ans au scrutin proportionnel de liste dans vingt quatre circonscriptions correspondants aux limites des départements. Le scrutin se tient avec des listes fermées, et les résultats en voix conduisent à une répartition des sièges entre tous les partis sans seuil électoral mais selon le système du quotient simple puis de la méthode du plus fort reste.

## Résultats
|                           |                                                                 |           |       |       |        |               |  |  |  |
| Parti                     | Parti                                                           | Voix      | %     | +/-   | Sièges | +/-           |  |  |  |
|                           | Forces Cauris pour un Bénin émergent (FCBE)                     | 889 362   | 30,19 | 3,11  | 33     | 10            |  |  |  |
|                           | L'Union fait la Nation (UN)                                     | 422 715   | 14,35 | 12,54 | 13     | 17            |  |  |  |
|                           | Parti du renouveau démocratique (PRD)                           | 311 453   | 10,57 | Nv    | 10     | 10            |  |  |  |
|                           | Alliance nationale pour le développement et la démocratie (AND) | 225 145   | 7,64  | Nv    | 5      | 5             |  |  |  |
|                           | Renaissance du Bénin - Réveil Patriotique (RB-PRP)              | 208 909   | 7,09  | Nv    | 7      | 7             |  |  |  |
|                           | Alliance Soleil (AS)                                            | 196 119   | 6,66  | Nv    | 4      | 4             |  |  |  |
|                           | Forces Démocratiques Unies (FDU)                                | 117 970   | 4,00  | Nv    | 4      | 4             |  |  |  |
|                           | Alliance pour un Bénin Triomphant (ABT)                         | 108 915   | 3,70  | Nv    | 2      | 2             |  |  |  |
|                           | Alliance Eclaireur (AE)                                         | 100 741   | 3,42  | Nv    | 2      | 2             |  |  |  |
|                           | Union pour le Bénin (UB)                                        | 85 363    | 2,90  | 1,61  | 2      | en stagnation |  |  |  |
|                           | Parti RésoAtao (PR)                                             | 63 668    | 2,16  | Nv    | 1      | 1             |  |  |  |
|                           | Autres partis (9)                                               | 215 722   | 7,33  | -     | 0      | -             |  |  |  |
|                           |                                                                 |           |       |       |        |               |  |  |  |
| Suffrages exprimés        | Suffrages exprimés                                              | 2 946 082 |       |       |        |               |  |  |  |
| Votes blancs et invalides |                                                                 |           |       |       |        |               |  |  |  |
| Total                     | Total                                                           |           | 100   | -     | 83     | en stagnation |  |  |  |
| Abstentions               |                                                                 |           |       |       |        |               |  |  |  |
| Inscrits / participation  | Inscrits / participation                                        | 4 470 591 | ≈66   |       |        |               |  |  |  |